# Asociación Deportiva de Integración Colegial
Asociación Deportiva de Integración Colegial (literalment en català: Associació Esportiva d'Integració Col·legial) és una organització civil que regula l'activitat esportiva dels instituts d'educació privada d'Uruguai.
Fundat el 26 de maig de 1966. Agrupa esports variats com handbol, futbol, basquetbol, tennis de taula o atletisme, entre d'altres disciplines. En els seus inicis només va agrupar a col·legis privats catòlics uruguaians i tenia el nom d'Asociación Deportiva de Institutos Católicos. Són 77 els col·legis privats que participen en les competències de ADIC. L'associació premia els esportistes amb medalles i amb la Copa D'or ADIC. Atletes destacats de l’Uruguai, com ara, Bruno Veglio, van formar part de l’ADIC.
Els directors de l'associació van ser:
- 1966–1967, Washington Bello (Colegio y Liceo Santa María)
- 1968–1969, Prof. Camilo Techera (Colegio y Liceo Santa María)
- ??–??, Roberto Fernández (Colegio y Liceo Pallotti)
- 1978–1981, Gilberto Bentancor (Colegio y Liceo Pallotti)
- 1982–1985, Jorge Ceretta (Santa Rita)
- 1985–1988, Miguel Benzo (Scuola Italiana)
- 1989–1990, Esteban Varela (Colegio San Juan)
- 1991–1992, Julio González (Colegio San Juan)
- 1993–1994, Hno. Pascual Geble (Colegio y Liceo Santa María).[9]
- 1994–1994, Juan C. Menéndez (Colegio y Liceo Pallotti)
- 1994–1997, Esteban Varela (Colegio San Juan)
- 1997–2021, Gustavo Forteza (Scuola Italiana).[10][11]